# Elli Voigt

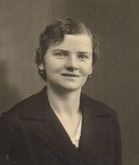
Elli Voigt, 1940

Elli Lotte Voigt, geborene Garius (* 22. Februar 1912 in Berlin; † 8. Dezember 1944 in Berlin-Plötzensee), war eine deutsche Widerstandskämpferin gegen den Nationalsozialismus.

## Leben
Elli Garius war die Tochter des Lederarbeiters Alexander Garius und seiner Frau Elvine. Sie wuchs in einem Berliner Arbeiterhaushalt zusammen mit zwei Geschwistern auf. Nach dem Abschluss der Volksschule wurde sie zunächst Hausangestellte und später Fabrikarbeiterin. Als ihre Eltern nach Schönow zogen, wurde sie dort im Arbeitersportverein „Fichte“ aktiv.
Im Jahr 1930 heiratete sie Max Giese. 1931 wurde ihre Tochter Charlotte geboren. 1934 ließ sie sich von Max Giese scheiden. 1935 lernte sie den KPD-Funktionär Fritz Voigt kennen, zu dem sie auch den Kontakt beibehielt, als er wegen seiner Widerstandsarbeit zu einer Zuchthausstrafe verurteilt wurde und anschließend im KZ Sachsenhausen inhaftiert war. 1940 wurde er entlassen und er begann zusammen mit Elli Giese damit, die Widerstandsgruppen in Schönow zu reaktivieren. 1941 heirateten sie einander. Als Fritz Voigt im Juni 1943 ins Strafbataillon zwangsrekrutiert wurde, übernahm Elli Voigt seine Funktionen in der kommunistischen Widerstandsbewegung. 1943 wurde auch ihre Tochter Monika geboren.

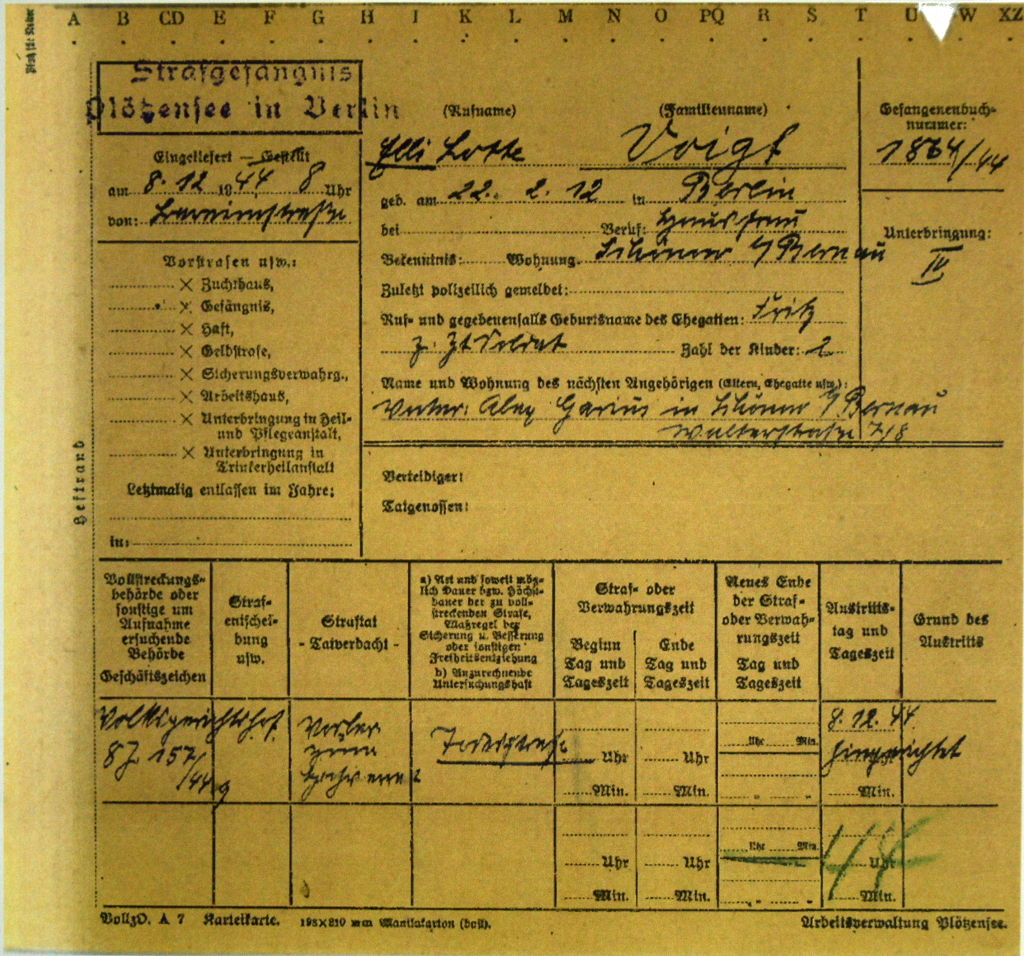
Karteikarte zu Elli Voigt des Strafgefängnisses Plötzensee in Berlin

Elli Voigt arbeitete im Kabelwerk Schönow und stellte hier auch den Kontakt her zu den in dieser Fabrik beschäftigten ausländischen Zwangsarbeitern. Ab Herbst 1943 knüpfte sie Verbindungen zu Widerstandsgruppen in Bernau und Zepernick sowie zur Leitung der Saefkow-Jacob-Bästlein-Organisation. Sie verbreitete Flugblätter, unterstützte Zwangsarbeiter und versuchte, diese in die Widerstandsarbeit einzubeziehen. Hierbei wurde sie von ihrer Mutter Elvine Garius tatkräftig unterstützt. Außerdem  beteiligte sie sich an Sammlungen von Geld und Lebensmittelmarken und besorgte Papiere für illegal Lebende. Gertrud Temlitz stellte ihr Haus in Schönow zur Verfügung, um die Herstellung von Flugblättern zu ermöglichen. Durch ihre regelmäßigen Kontakte zu Anton Saefkow geriet sie Anfang Juni 1944 in das Fahndungsvisier der Gestapo. Am 13. Juli 1944 wurde sie verhaftet und zum Verhör durch eine Sonderkommission in das Untersuchungsgefängnis nach Potsdam gebracht. Der Oberreichsanwalt beim Volksgerichtshof klagte sie am 13. September 1944 in der Strafsache Gustav Wegener (8 J 188/44g) an. Die Anklage wurde am 6. Oktober 1944 in einer Nachtragsschrift geändert und umfasste die Tatbestände der Vorbereitung zum Hochverrat, Feindbegünstigung und Wehrkraftzersetzung. Nach der Verurteilung wurde sie bis zur Vollstreckung des Todesurteils nach Berlin in das Frauengefängnis Barnimstraße gebracht. Die Hinrichtung erfolgte am 8. Dezember 1944 im Strafgefängnis Plötzensee in Berlin durch den Scharfrichter Wilhelm Röttger.

## Ehrungen

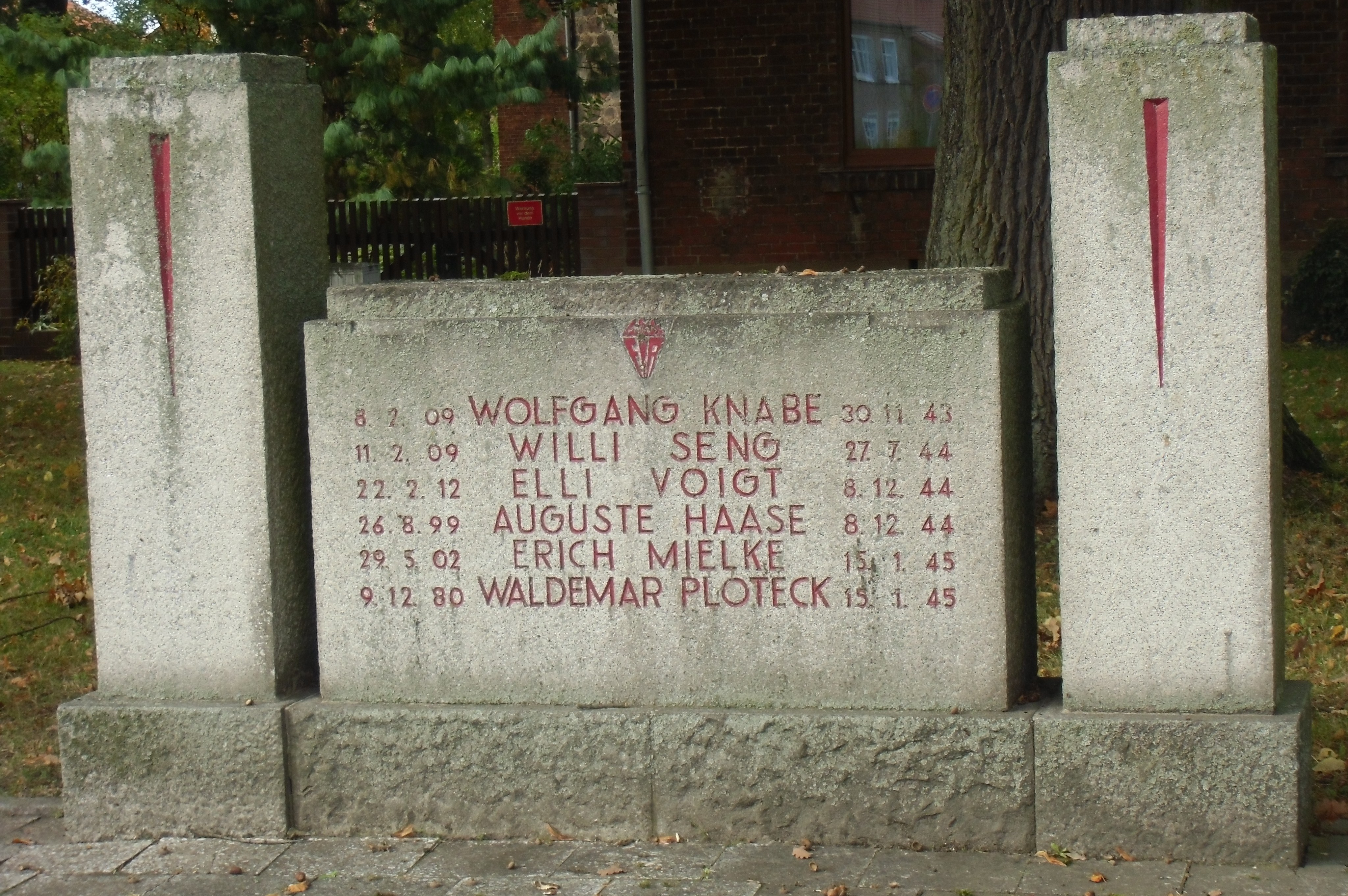
Gedenkstein für ermordete Gegner des NS-Regimes in Schönow

- In Leipzig-Möckern wurde 1950 die Elli-Voigt-Straße nach ihr benannt; seit 1973 gibt es im Berlin-Lichtenberger Ortsteil Fennpfuhl ebenfalls eine Elli-Voigt-Straße
- In Zinnowitz erhielt ein Kinderheim den Namen Elli Voigt
- In Berlin-Marzahn gab es die EOS Elli Voigt
- Luigi Nono vertonte 1956 in seinem Chorwerk Il canto sospeso den Abschiedsbrief.[2] Claudio Abbado entwickelte daraus in Kooperation mit der Fondazione L’Unione Europea Berlin das Nonoprojekt für den Unterricht an Schulen.

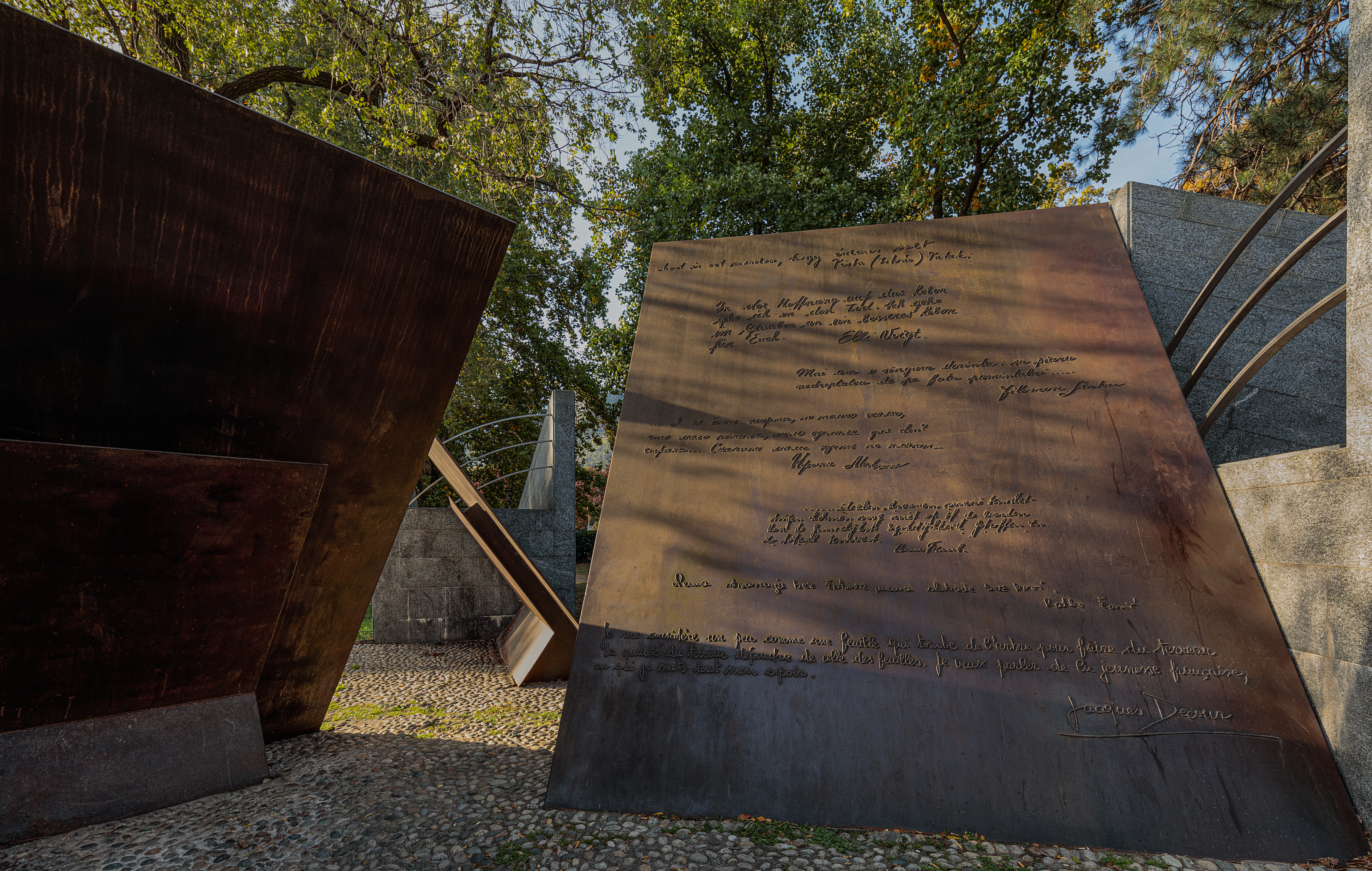
Gedenktafel in Como

- In Schönow erinnert ein Gedenkstein für ermordete Gegner des NS-Regimes auch an Elli Voigt. Weiterhin wurde dort eine Straße nach Elli Voigt benannt.[3]
- Am Kabelwerk Schönow war bis 1990 eine Gedenktafel für durch das NS-Regime ermordete Arbeiter des Werkes angebracht.
- Zitat aus ihrem Abschiedsbrief mit Tafel ihrer Lebensdaten auf dem Monumento alla Resistenza europea in Como: In der Hoffnung auf das Leben gehe ich in den Tod. Ich gehe im Glauben an ein besseres Leben für euch alle.